# Jan Figna

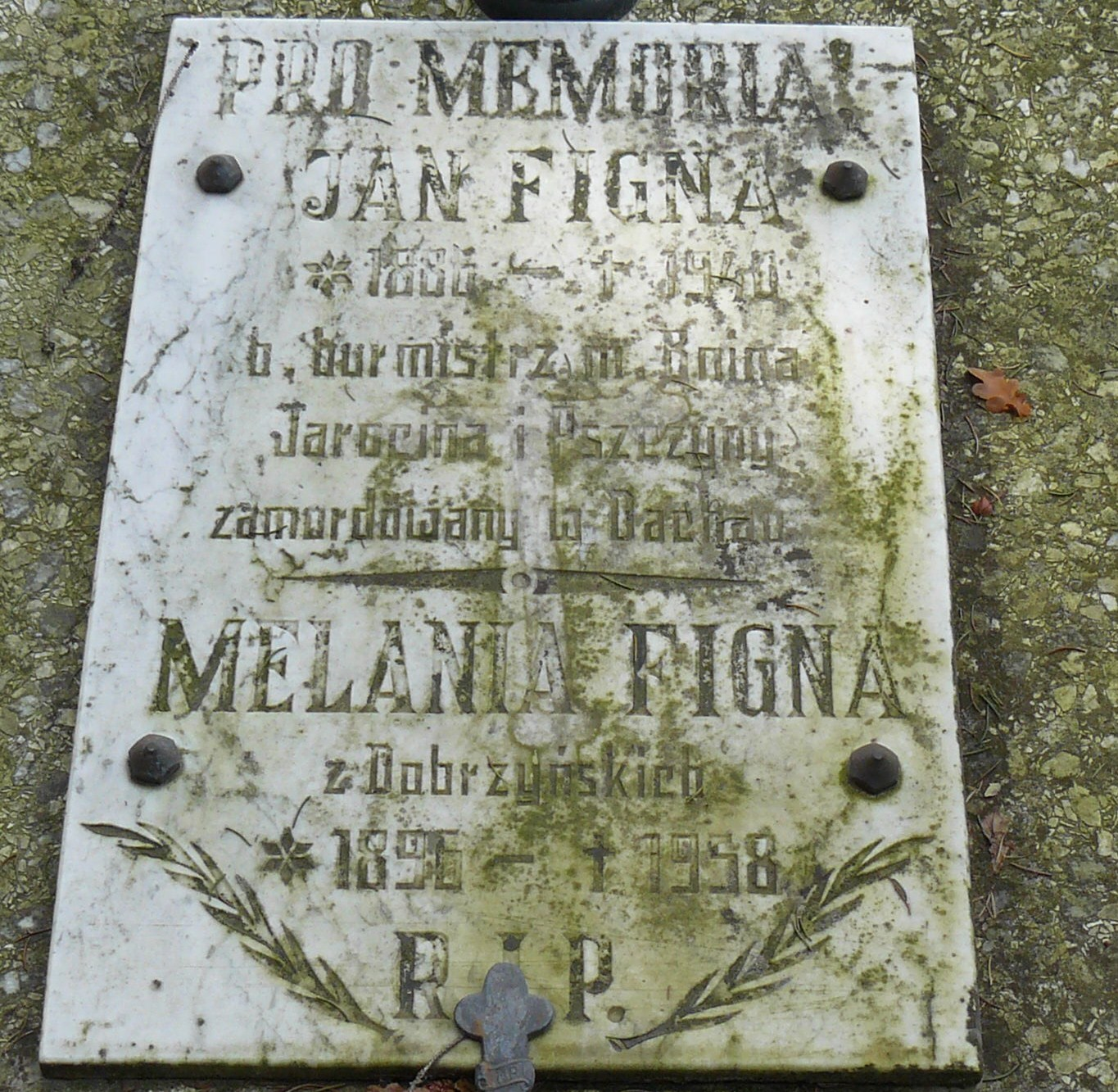
Nagrobek Jana i Melanii Figny w Sobocie

Jan Figna (ur. 11 lutego 1886 w Nowych Hajdukach, zm. 24 grudnia 1940 w Dachau) – polski działacz samorządowy i administracyjny, burmistrz Bnina (1917–1919), Jarocina (1919–1922) i Pszczyny (1922–1934).

## Dzieciństwo i młodość
Był synem Jana Figny i Marii z domu Sołtysik. Ukończył Szkołę Ludową w Nowych Hajdukach.
Ożenił się z Melanią z Dobrzyńskich, z którą doczekał się pięciorga dzieci.

## Działalność polityczna

### Bnin
Od 1904 był asystentem, następnie sekretarzem, a od lutego 1917 burmistrzem w Bninie.

### Jarocin
1 września 1919 Rada Miejska Jarocina wybrała Fignę na pierwszego po odzyskaniu suwerenności burmistrza miasta. 25 października tego samego roku witał wraz z delegacją Józefa Piłsudskiego na miejscowym dworcu. Jego uwagę skupiały sprawy społeczne i oświatowe. Dzięki jego staraniom od 1 września 1921 rozpoczęło działalność Publiczne Gimnazjum, a miasto zostało wprowadzone do Związku Miast Polskich.
Kadencja Figny skończyła się jego rezygnacją z urzędu 1 sierpnia 1922 z powodu pogarszających się stosunków oraz braku współpracy z radnymi i wpływowymi grupami mieszkańców. Zastąpił go tymczasowo ks. Ignacy Niedźwiedziński, a od 20 września Czesław Łukowski.

### Pszczyna

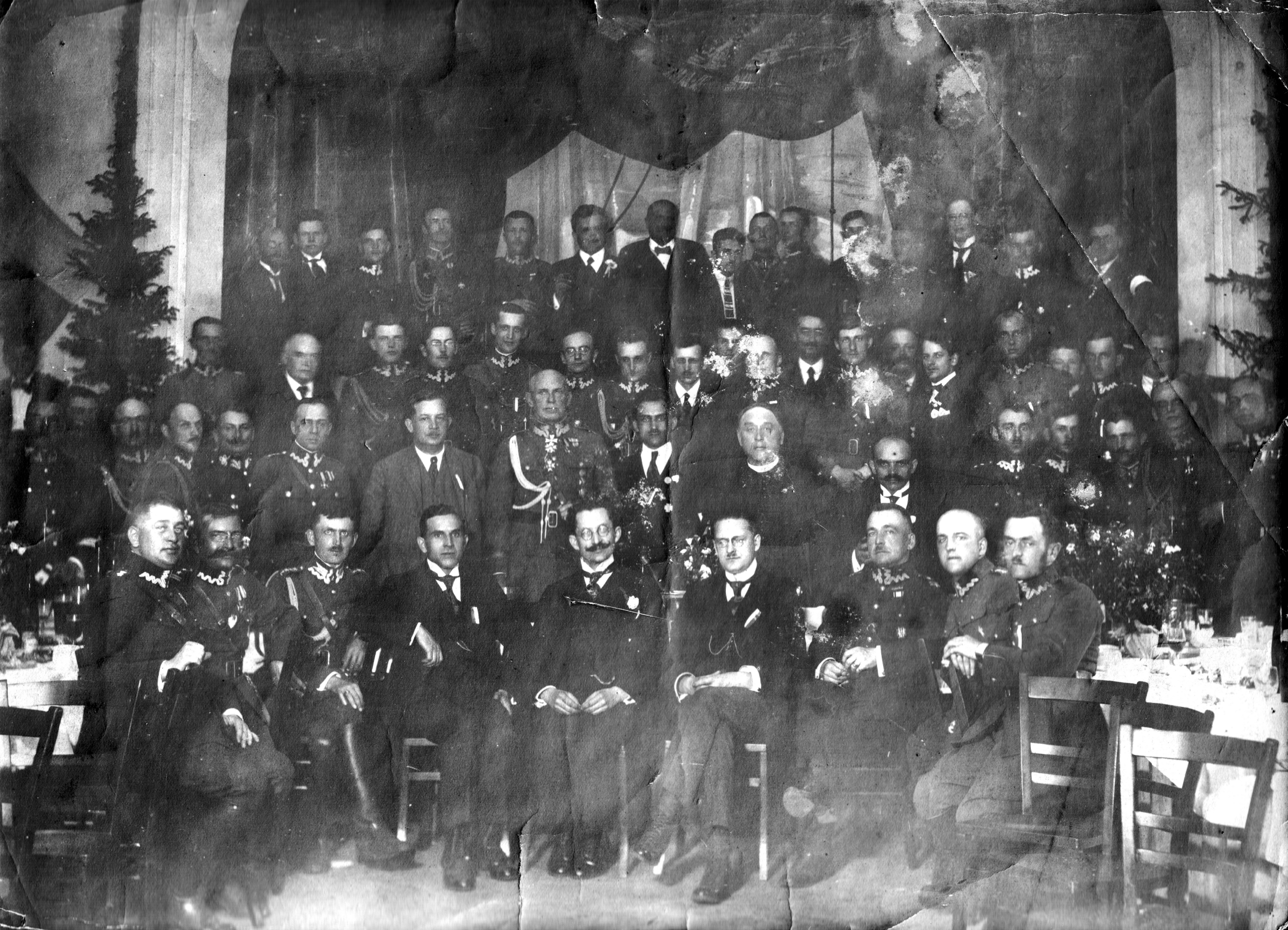
Główna uroczystość powrotu Pszczyny do Polski. Pszczyna, Dom Ludowy, 29 czerwca 1922 (Jan Figna siedzi czwarty od prawej)

Do 1921 urząd burmistrza Pszczyny sprawował Robert Szaalmann, ale z chwilą objęcia władzy polskiej na Śląsku zastępczym burmistrzem został radny magistratu Gwollek. Na posiedzeniu Rady Miejskiej z dnia 30 marca 1922 jednogłośnie na burmistrza miasta wybrany został Jan Figna, zdobywając większość głosów zarówno z frakcji polskiej, jak i niemieckiej. Funkcję zaczął pełnić 19 czerwca 1922 (9 czerwca 1922 został zatwierdzony na to stanowisko dekretem prezesa rejencji opolskiej, za zgodą Międzysojuszniczej Komisji Rządzącej i Plebiscytowej na Górnym Śląsku). 29 czerwca 1922 odbyło się przywitanie wojsk polskich na pszczyńskim rynku. We wrześniu 1922 na wniosek nowego burmistrza powołana została nowa Rada Miasta, na której czele finalnie w 1926 stanął zasłużony w okresie powstań i plebiscytu dr Antoni Rogaliński. W 1926 kandydował na drugie stanowisko burmistrza w Królewskiej Hucie, bezskutecznie ze względu na przepisy piastowania urzędu. Następne wybory do rady odbyły się na podstawie nowej ordynacji wyborczej z 1926, po nich większość w radzie miała frakcja niemiecka, potem zaś polska, a nowym magistratem znowu kierował burmistrz Jan Figna. W tym czasie trwały intensywne prace przy wprowadzaniu do Pszczyny odpowiednich urzędów, ponieważ miasto stało się jednocześnie centrum władzy gminnej, jak i powiatowej, co oznaczało, że powinny się w nim znajdować odpowiednie sądy, urząd skarbowy, komenda powiatowa policji oraz samo starostwo, z Franciszkiem Lerchem na czele. Władza zarówno miejska jak i powiatowa dążyła do odrodzenia zaniedbanego miasta i wprowadzenia odpowiedniej infrastruktury.
Jednym z problemów na które napotkała się władza Figny postępujący to kryzys gospodarczy, który wynikał początkowo z konieczności reorganizacji gospodarki na pokojową, potem hiperinflacji i ostatecznie kuracji po reformach Grabskiego. Mimo tych problemów miasto posiadało odpowiednią ilość środków na bieżące wydatki, głównie środki pochodziły z podatków taksowych oraz z podatku pobieranego od produkcji trunków. Jedyna udana inwestycja przy takich dochodach była budowa wodociągów oraz placu gier dla dzieci, reszta podjętych prób inwestycji nie dochodziła do skutku ze względu na ograniczony budżet. Rada Miasta pozwalała sobie wówczas jedynie na wyjątkowe wydatki, jednocześnie utrzymując drobne dotacje dla organizacji zajmującymi się uboższymi dziećmi i niepełnosprawnymi.
Figna przejął na siebie wiele stanowisk administracji publicznej. W 1928 pełnił funkcję przewodniczącego Komunalnego Urzędu Pośrednictwa Pracy, asystował w prokuraturze przy Sądzie Powiatowym, oraz delegował na spotkania Związku Miast Polskich. Zasiadał ponadto w komisji konkursowej na posady nauczycielskie do pszczyńskich szkół, na przykład do Miejskiego Liceum Żeńskiego. W komisji tej zasiadali również: ówczesny proboszcz Mateusz Bielok, lekarz dr. Teofil Golus oraz Stanisław Szoppa – dyrektor Klasy Chorych.
Przez spory z niemieckimi przedstawicielami w Radzie Miejskiej dotyczących obrad rady w języku polskim, zmuszony był zareagować wobec niemieckich radnych. Polsko-niemiecki spór zaognił się, gdy na żądanie ówczesnego starosty Szaliśkiego Figna zlecił usunięcie tablicy poległych podczas I wojny światowej.
Zrezygnował z urzędu burmistrza w 1934 ze względu na stan zdrowotny – utratę wzroku i częściową utratę słuchu.
Podczas sprawowania przez niego władzy w mieście przeprowadzono budowę sieci wodociągowej, liczne remonty szkół, budowę domów wielorodzinnych, baraków dla bezdomnych, oświetlenia ulicznego oraz wieży ciśnień zwanej obecnie Wodną Wieżą, wyremontowano ratusz i utworzono targowisko.
Następcą Jana Figny na stanowisku burmistrza został Jan Żmij, pełniący funkcję w latach 1934–1939.

## Emerytura i śmierć
Po rezygnacji z funkcji burmistrza Pszczyny przeniósł się do Golęczewa.
Podczas II wojny światowej rodzina Fignów była represjonowana – Jan wraz z synem zostali aresztowani jako więźniowie polityczni, a Melania parokrotnie przesiedlana. Zmarł 24 grudnia 1940 w Dachau, gdzie ostatecznie był więziony. Po wojnie żona sprowadziła jego prochy do Polski i pochowała na cmentarzu w Sobocie.